# Drapeau Donostiarra
 (décembre 2021).
Le Drapeau Donostiarra (Bandera Donostiarra en castillan) est le prix d'une régate d'aviron qui a lieu depuis 2008, organisée par le club Donostiarra de Saint-Sébastien (Donostia en basque).
Chaque saison il y a deux régates, et par conséquent, deux Drapeaux Donostiarra, parce que le club organise une régate pour chaque ligue dans laquelle concourent les trainières (catégories A et B).
Bien qu'elle se déroule dans la Baie de La Concha, elle a le schéma classique de régate, consistant en quatre longueurs et trois ciabogas, contrairement à la régate donostiarra par antonomase, le Drapeau de La Concha, qui a pour caractéristique propre d'avoir une ciaboga unique et deux longueurs.

## Palmarès
Trainière A
| Édition | Année | Vainqueur    | Second    | Troisième   |
| I       | 2008  | Kaiku        | Isuntza   | Donostiarra |
| II      | 2009  | P.D. Koxtape | Isuntza   | Astillero   |
| III     | 2010  | Isuntza      | Santurtzi | Orio B      |

Trainière B
| Édition         | Année | Vainqueur  | Second    | Troisième   |
| N'a pas eu lieu | 2008  | -          | -         | -           |
| I               | 2009  | Trintxerpe | Colindres | Deusto      |
| II              | 2010  | Getaria    | Ondarroa  | Portugalete |